# Claustre del monestir de Sant Genís de Fontanes
El Claustre del monestir de Sant Genís de Fontanes és un monument medieval del Rosselló, a Sant Genís de Fontanes. És el claustre del monestir de Sant Genís de Fontanes.

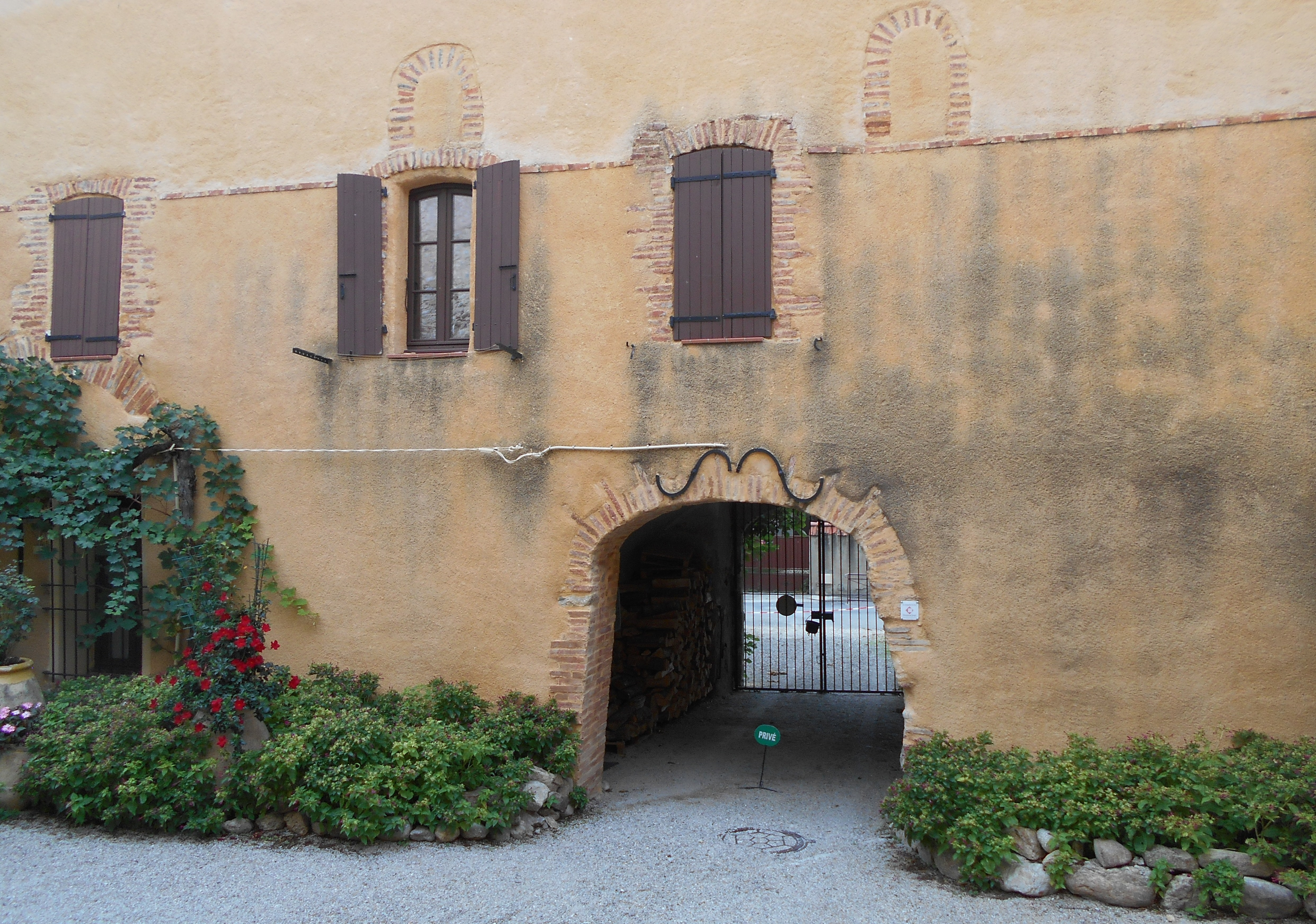
Porta d'accés al claustre, que s'entreveu al fons

Està situat en el centre del nucli vell del poble del mateix nom del monestir, poble que es va formar a partir i a l'entorn del monestir. El claustre és a l'angle nord-est de l'església, cosa que suposa una anomalia respecte de la situació dels claustres de la resta de monestirs catalans.
La datació del claustre ha estat objecte de controvèrsia, pel seu aspecte primitiu, però diversos detalls l'han permès situar finalment al segle xiii, durant l'abadiat de Miquel (1271 - 1281). La manca de documentació escrita que hi facin referència ha estat la principal fonts dels dubtes. Tanmateix, detalls del vestuari, dels pentinats i altres de les figures dels capitells remeten a la segona meitat del segle xiii. Una làpida desapareguda, però transcrita, corresponent a l'abat Septa feia referència al trasllat de la seva sepultura al claustre l'any 1281, deu anys més tard de la seva mort.

## L'espoli

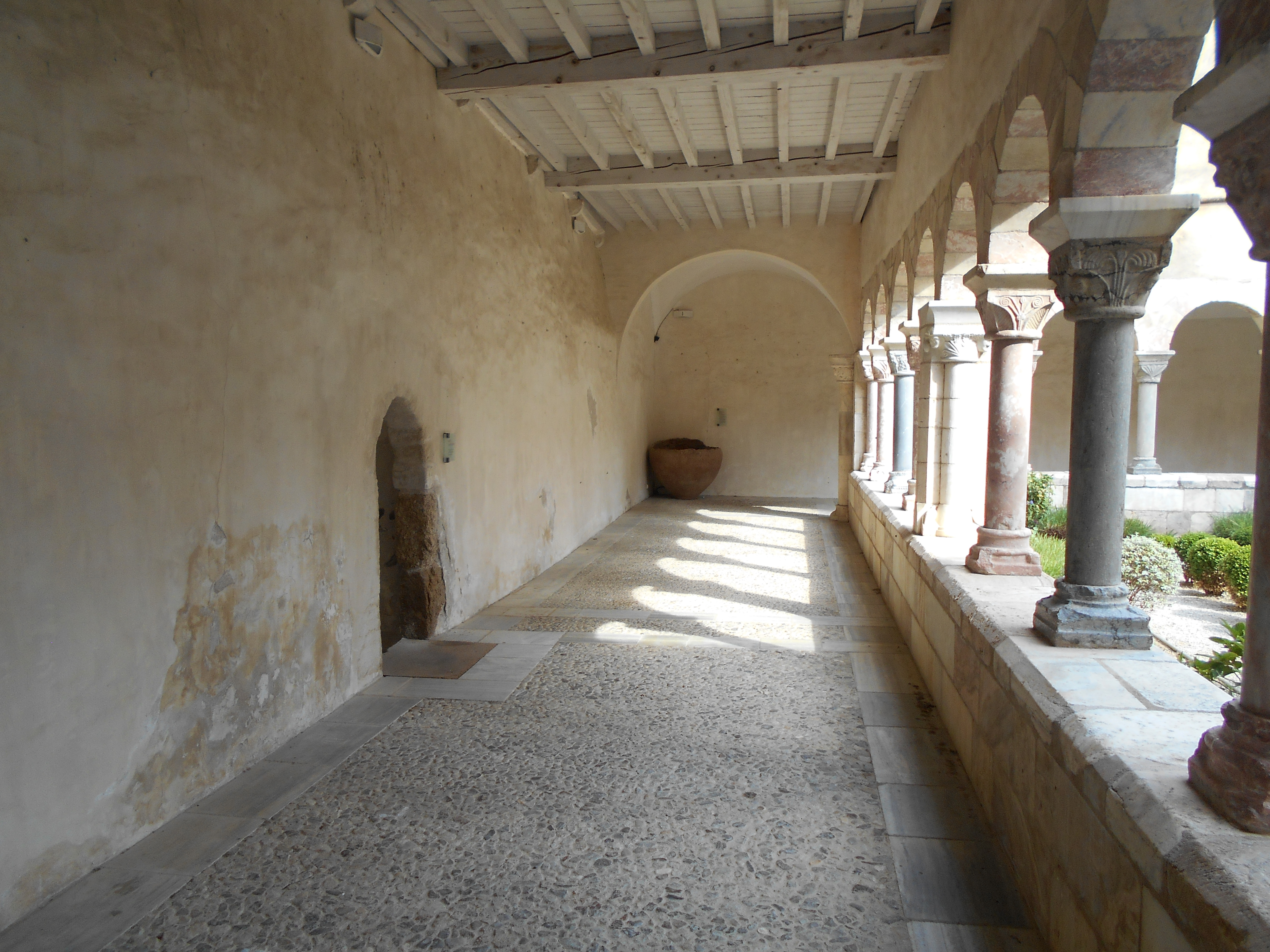
Interior de la galeria est

El claustre fou molt afectat a ran de les desamortitzacions dels béns eclesiàstics després de la Revolució Francesa. Venut a particulars, el claustre fou compartimentat i les seves arcades tapades amb plafons i obra. Acollí cellers, graners, magatzems i fins i tot habitacles particulars. A principis del segle XX fou dividit en dues meitats, en sentit nord-sud, i es va obrir un porxo ample al costat occidental per tal de deixar passar carruatges, sobretot agrícoles.

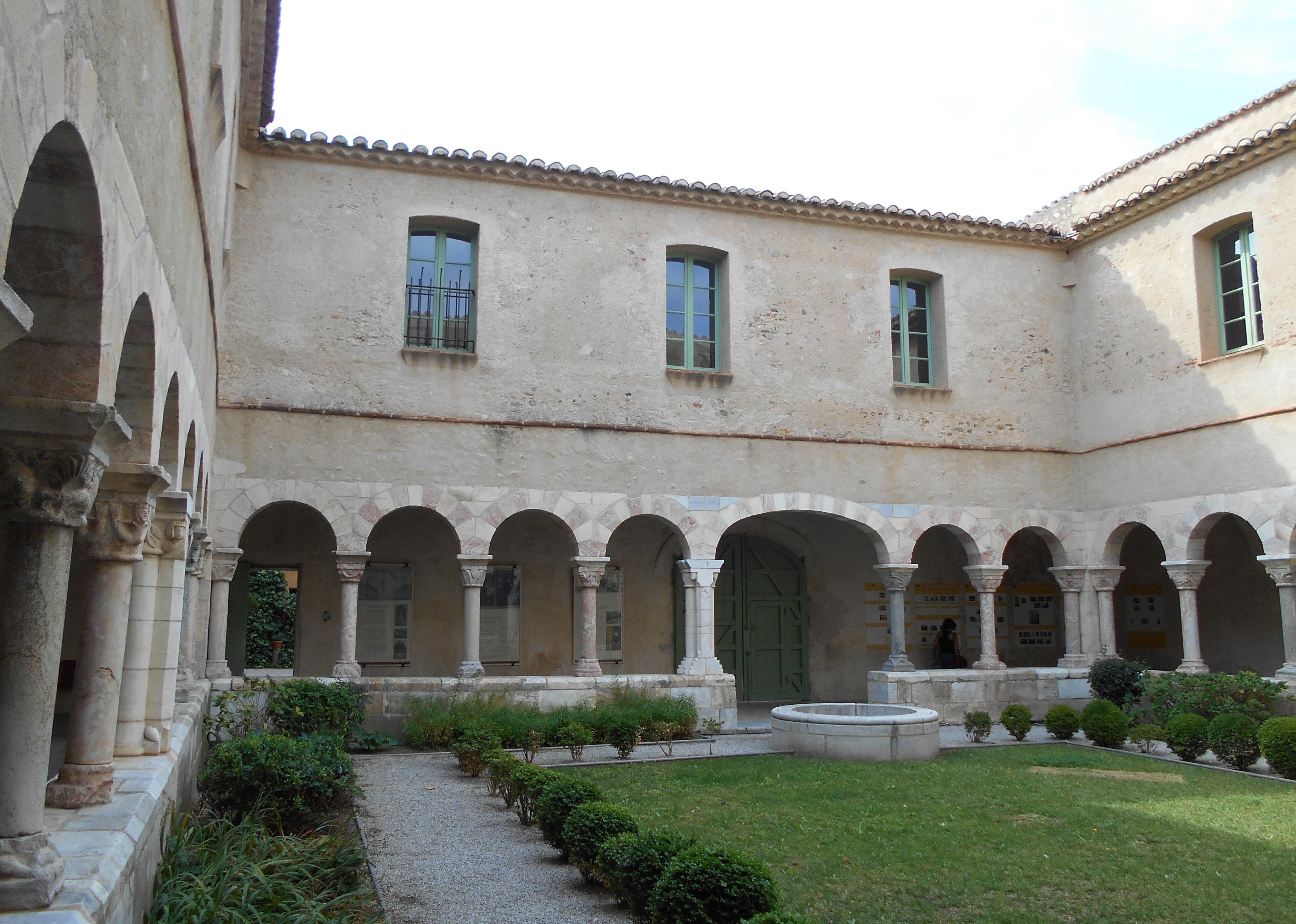
Galeria occidental

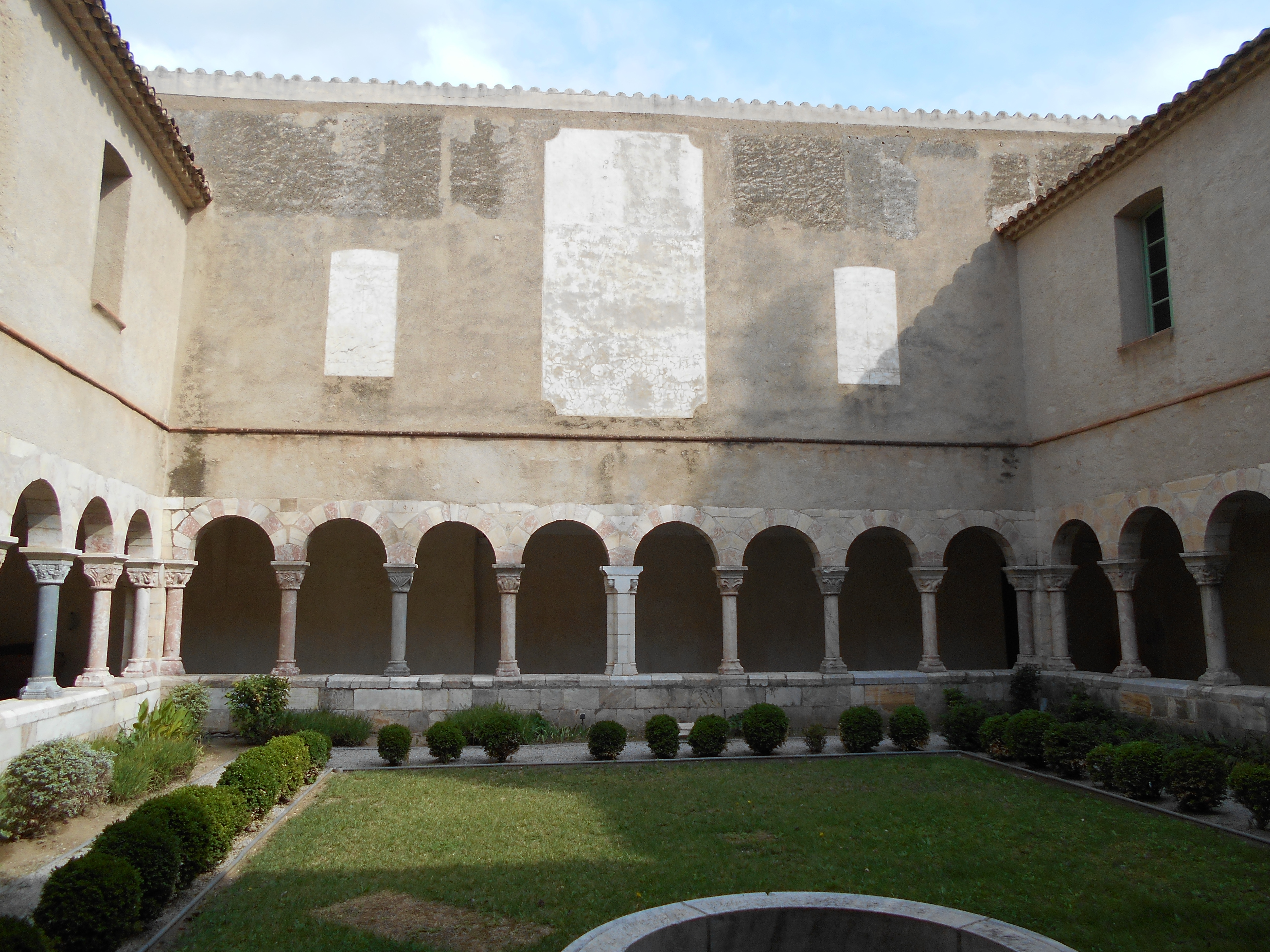
Galeria oriental

Moltes de les arcades, amb els capitells, foren venudes a través d'antiquaris a partir del 1913. El coll del pou del claustre i quatre epitafis foren venuts a un aficionat (un d'ells, el de l'abat Gausbert, ha estat localitzat a Pennsilvània, en una fundació privada). El 1924 es va produir l'espoli més gran, fet a càrrec de l'antiquari parisenc Paul Gouvert, qui adquirí dos terços del claustre. Se'n salvà l'angle sud-est perquè era a l'interior d'una casa, i el seu propietari aconseguí que l'estat francès el declarés monument històric el 17 de juliol del 1924. L'antiquari adquirí íntegrament les ales nord i oest del claustre, i part de les altres dues. En total comprà 28 suports esculpits: 3 pilars mitjans, 9 columnes adossades i 16 columnes aïllades, dels 37 que quedaven (ja se n'havien espoliat 3). Van ser substituïts per columnes de maons, i les arcades, per jàsseres de ferro. Tot el material fou dut al taller de restauració de l'antiquari, i l'any segûent, 1925, es muntava un claustre més petit, amb 24 columnes, al castell de les Mesnuls, a Montfort-l'Amaury (ara, departament d'Yvelines). Un segon claustre amb 24 suports marxava el 1928 cap als Estats Units, al [[Museu d'Art de Filadèlfia]], a Pennsilvània. Algunes columnes adossades havien estat desmuntades i distribuïdes d'una altra manera. A més, en el taller de restauració de Gouvert, que era escultor i restaurador, es crearen algunes peces addicionals, totes elles amb marbre blanc de la pedrera del Mas Querol de Ceret i marbre rosa de Vilafranca de Conflent. Això ha dificultat molt distingir les peces originals de les copiades.

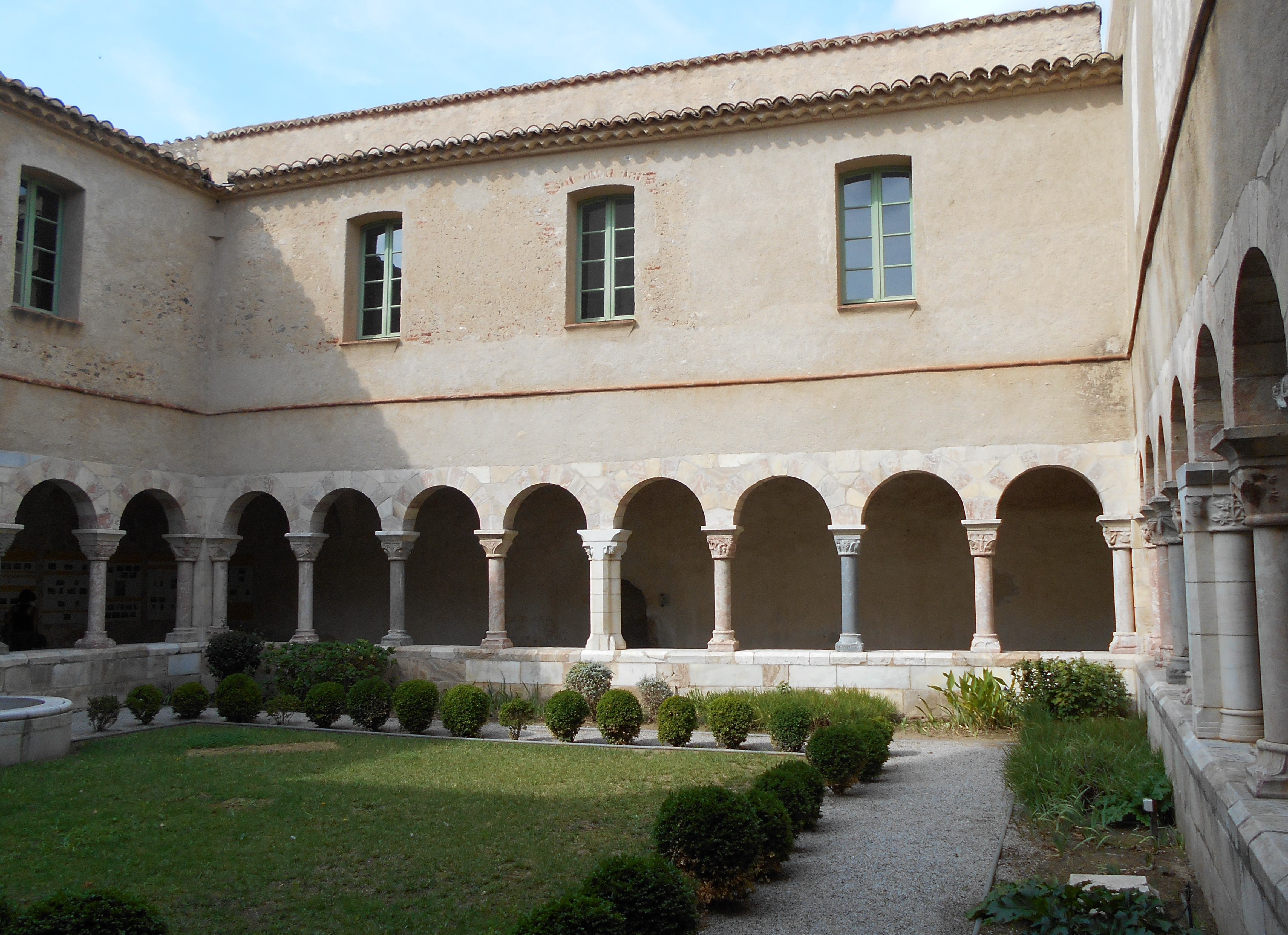
Galeria septentrional

El maig del 1981 l'estat francès comprava el claustre de les Mesnuls, que es restituïa a Sant Genís de Fontanes el 1983. A les operacions de desmuntatge i trasllat es va poder observar que les peces desmuntades el 1924 duien un codi a la base, codi absent en algunes peces, que es va concloure que no eren les originals procedents de Sant Genís de Fontanes. El 1984, el Museu del Louvre cedia els elements que havia comprat el 1925, i es completaven fins a 24 elements autèntics, dels 28 desmuntats 60 anys abans. Els 4 que faltaven eren a Pennsilvània, on hi havia un bon nombre d'elements falsificats per Gouvert. Aquests elements encara hi són, i al claustre de Sant Genís de Fontanes, s'hi han muntat rèpliques exactes. El 1988 s'obria definitivament al públic el claustre, convenientment restaurat.

## Descripció[2]

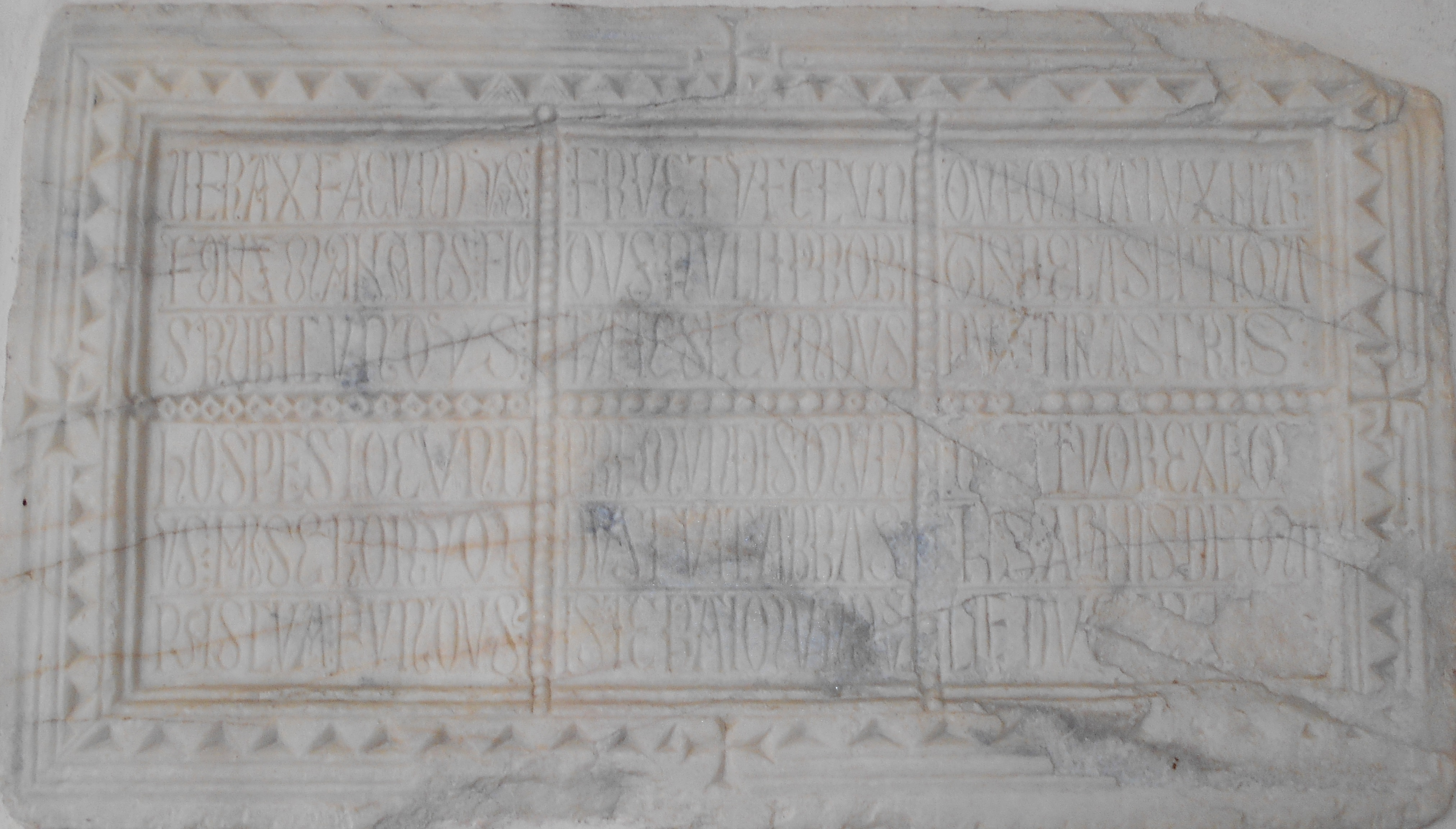
Epitafi de l'abat Raimon (+ 1196)

El claustre és gairebé quadrat, amb l'eix nord - sud lleugerament desplaçat a l'est en la part superior; així, els angles no són rectes: el nord-est i el sud-oest són lleugerament aguts i el nord-oest i sud-est, obtusos, però molt pocs graus. Les ales, o galeries, fan 14,2 metres a l'est, 14,7 al sud, 14,4 a l'oest i 14,45 al nord. L'amplada de les galeries va des dels 3,3 als 3,8 metres. Situat al nord-est de l'església, s'hi comunicava per una porteta situada a l'extrem nord del transsepte, que fou tapiada a finals del segle xviii. Cada galeria té 8 arcades, migpartides en grups de quatre per una doble columna central a cada galeria, i amb columnes dobles adossades als pilars dels angles del claustre. Les columnes són de dos diàmetres diferents: 0,20/0,21 a les columnes de la galeria, i 0,25/0,26 a les dels angles, adossades als pilars. El mur de base de les galeries, que arriba als 0,7 metres d'alçada, és obra romànica, completada amb la col·locació de les bases de les columnes; era tot de marbre rosa de Vilafranca de Conflent. No hi ha ni dues bases ni dues columnes iguals. Les proporcions són regulars, i l'amplada de l'espai entre columnes dona al conjunt un aspecte rabassut (amb les mateixes mesures de columnes, en altres claustres, l'intercolumni és més estret, cosa que li confereix un aspecte més estilitzat.

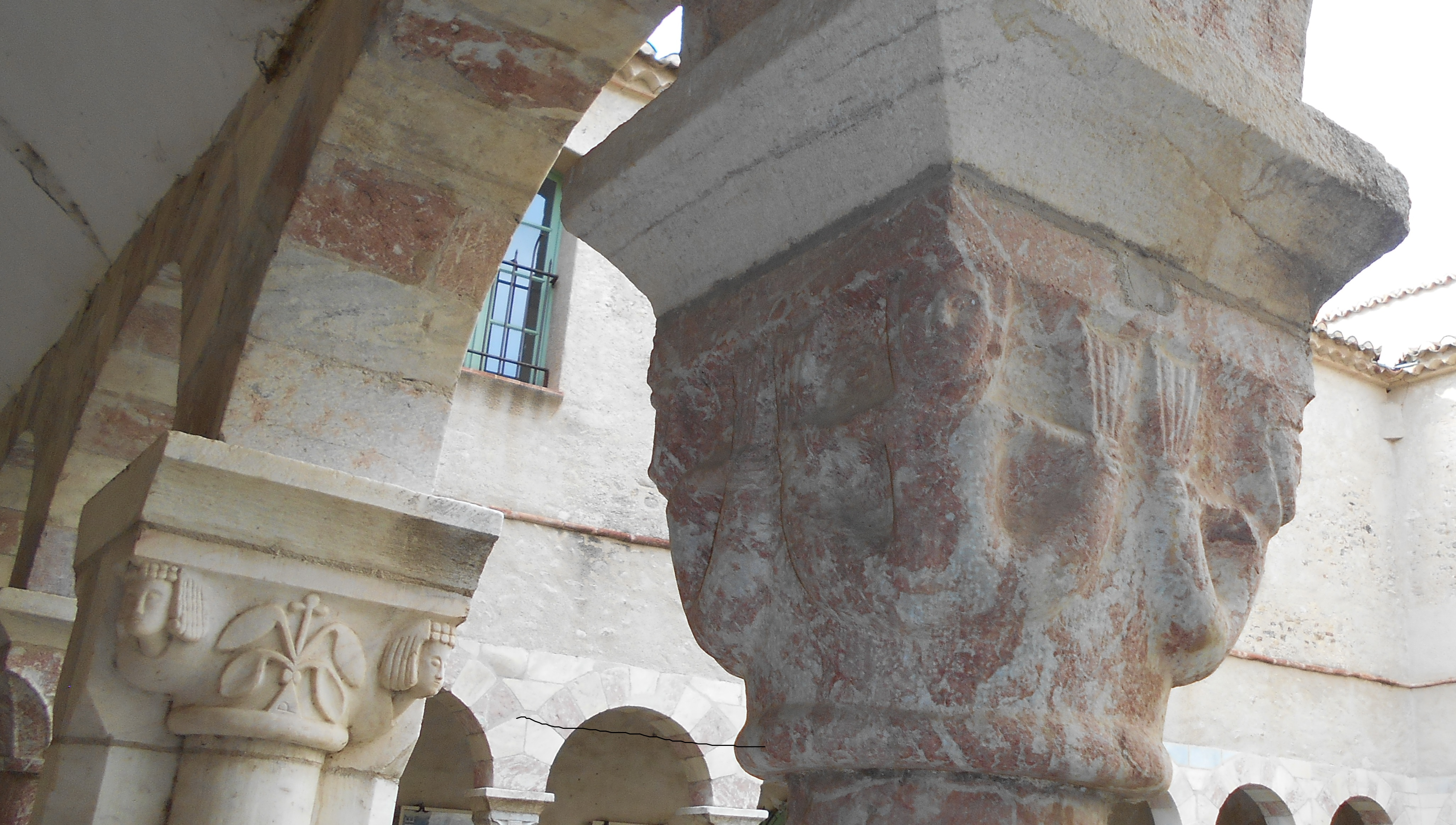
L'alternança de colors

Els arcs de mig punt de les galeries estan fets amb dovelles on s'alternen els dos colors del marbre: el blanc i el rosa. Parteixen de la imposta que corona cada capitell, amb unes arcades que fan la sensació de ser molt robustes i, per tant, arcaiques. L'ús de diferents menes de marbre creen una policromia que és bastant característica del romànic, i sobretot del gòtic, rossellonès.
Els angles del cluastre, a l'interior (llevat del nord-est), estan coberts per voltes d'arestes en arcs carpanells, fets amb maons plans. El claustre de Sant Genís de Fontanes és romànic, tot i que la factura d'alguns dels capitells tendeix ja cap al gòtic.

## Els capitells[2]
Com la major part de les mostres d'escultura monumental de la Catalunya del Nord, els capitells de Sant Genís de Fontanes mostren la transició del romànic al gòtic. La pèrdua de la policromia que cobria els capitells li confereix un aspecte més matusser del que és realment. Alguns dels capitells han pogut ser restituïts al seu lloc original perquè hi havia prou dades per a fer-ho, però d'altres no, i s'han situat en un lloc hipotètic, tenint en compte les alternances dels diferents tipus de marbre utilitzades en el claustre (blanc de Ceret, rosa de Vilafranca de Conflent, gris i gris quasi negre, tots dos possiblement també de Vilafranca de Conflent...) i els temes que representen. D'alguns es tenien fotografies preses abans del seu desmuntatge i dispersió.
| Capìtells de la galeria meridional | Capìtells de la galeria meridional | Capìtells de la galeria meridional | Capìtells de la galeria meridional | Capìtells de la galeria meridional | Capìtells de la galeria meridional |
| ---------------------------------- | ---------------------------------- | ---------------------------------- | ---------------------------------- | ---------------------------------- | ---------------------------------- |
|                                    |                                    |                                    |                                    |                                    |                                    |
| Núm. 1. Marbre rosa                | Núm. 4. Marbre rosa                | Núm. 7. Marbre gris quasi negre    | Núm. 8. Marbre rosa                | Núm. 9. Marbre rosa                |                                    |

| Capitells de la galeria occidental | Capitells de la galeria occidental | Capitells de la galeria occidental | Capitells de la galeria occidental | Capitells de la galeria occidental |
| ---------------------------------- | ---------------------------------- | ---------------------------------- | ---------------------------------- | ---------------------------------- |
|                                    |                                    |                                    |                                    |                                    |
| Núm. 14. Marbre rosa               | Núm. 15. Marbre blanc              | Planta del claustre                | Núm. 17. Marbre gris               | Núm. 19. Marbre rosa               |

| Capitells de la galeria septentrional (I) | Capitells de la galeria septentrional (I) | Capitells de la galeria septentrional (I) | Capitells de la galeria septentrional (I) | Capitells de la galeria septentrional (I) |
| ----------------------------------------- | ----------------------------------------- | ----------------------------------------- | ----------------------------------------- | ----------------------------------------- |
|                                           |                                           |                                           |                                           |                                           |
| Núm. 21. Marbre rosa                      | Núm. 22. Marbre rosa                      | Núm. 22. Marbre rosa                      | Núm. 23. Marbre rosa                      | Núm. 24. Marbre gris                      |

| Capitells de la galeria septentrional (II) | Capitells de la galeria septentrional (II) | Capitells de la galeria septentrional (II) | Capitells de la galeria septentrional (II) | Capitells de la galeria septentrional (II) |
| ------------------------------------------ | ------------------------------------------ | ------------------------------------------ | ------------------------------------------ | ------------------------------------------ |
|                                            |                                            |                                            |                                            |                                            |
| Núm. 26. Marbre rosa                       | Núm. 27. Marbre gris                       | Núm. 28. Marbre rosa                       | Núm. 29. Marbre rosa                       | Núm. 30. Marbre blanc                      |

| Capitells de la galeria oriental | Capitells de la galeria oriental | Capitells de la galeria oriental | Capitells de la galeria oriental | Capitells de la galeria oriental | Capitells de la galeria oriental |
| -------------------------------- | -------------------------------- | -------------------------------- | -------------------------------- | -------------------------------- | -------------------------------- |
|                                  |                                  |                                  |                                  |                                  |                                  |
| Núm. 31. Marbre rosa             | Núm. 32. Marbre rosa             | Núm. 33. Marbre gris             | Núm. 38. Marbre rosa             | Núm. 39. Marbre rosa             | Núm. 40. Marbre blanc            |